# Grammia splendida
Grammia splendida là một loài bướm đêm thuộc phân họ Arctiinae, họ Erebidae.